# Rachel Jackson

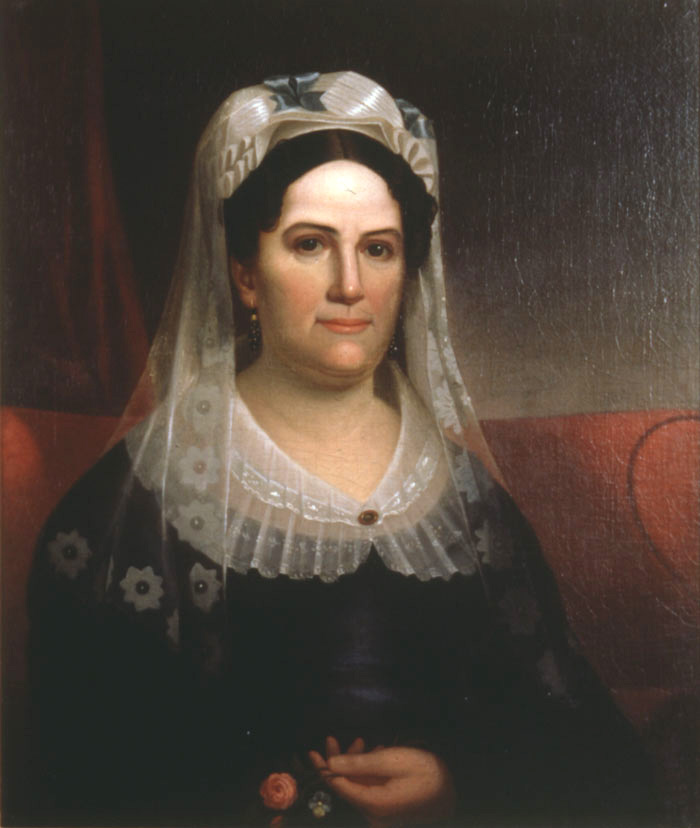
Portret van Rachel Jackson

Rachel Donelson Robards Jackson (Halifax County (Virginia), 15 juni 1767 – Nashville (Tennessee), 22 december 1828) was de echtgenote van Andrew Jackson, de zevende president van de Verenigde Staten. Omdat zij overleed voordat Jackson president werd, is zij echter nooit first lady geweest.

## Biografie
Rachel was de dochter van John Donelson, die medestichter was van de stad Nashville (Tennessee). Op 17-jarige leeftijd trouwde ze met kapitein Lewis Robards, die uit een prominente familie uit Kentucky stamde. Lewis was echter onredelijk jaloers en Rachel kon niet met hem samenleven waardoor ze in 1790 scheidden. Robards vertelde haar dat hij de scheiding had aangevraagd en dat die definitief was. Rachel vertrouwde hem en huwde Andrew Jackson. Twee jaar later bleek echter dat de scheiding niet voltooid was waardoor haar huwelijk met Jackson ongeldig was. In 1794 hertrouwden ze. Jackson was zijn vrouw erg toegewijd en om haar eer te verdedigen vocht hij in een duel tegen Charles Dickinson en legde hem om.
Tijdens de verkiezingscampagne van 1828 voor het presidentsambt ontdekte de pers het eerste huwelijk van Rachel. Ze werd beschuldigd van overspel en lag onder vuur bij de pers. Ze stierf op 22 december 1828 aan een hartaanval, twee weken na de verkiezingsoverwinning van haar man. Ze had al een jurk gekocht voor de inauguratie en daar werd ze in begraven op kerstavond. Meer dan 10.000 mensen woonden haar begrafenis bij. Ze werd begraven op het landgoed The Hermitage nabij Nashville, waar zij met haar man had gewoond.
Na haar overlijden werd haar nicht Emily Donelson door president Jackson gevraagd om als first lady te fungeren. Emily's man Andrew Jackson Donelson werd privésecretaris van de president.